# 모덕사
모덕사(慕德祠)은 대한민국 충청남도 청양군 목면 나분동길 12에 위치한 사당이다. 1984년 5월 17일 충청남도의 문화재자료 제152호로 지정되었다.

## 개요
조선 후기 애국지사인 면암 최익현(1833∼1906)선생의 위패를 모신 사당이다.
최익현은 이학로의 제자로 문학과 도학에 조예가 깊었으며 철종 6년(1855)에 문과에 급제하고 벼슬이 현감에까지 올랐다. 그러나 나라를 걱정하며 대원군의 정책을 비판하는 상소문을 여러 차례 올리고 흑산도에 유배되기도 하였다. 또한 1905년 일제에 의해 강제로 을사조약이 체결되자 을사 5적을 처단할 것을 주장하였고, 같은 해 일본의 죄상을 16개 항목으로 적어 항쟁하며 전라북도 태인에서 의병을 모집, 일본군과 싸웠다. 그러나 일본군에 체포되어 대마도에 유배되었고 적이 주는 음식을 먹을 수 없다며 단식하기도 하였으나 끝내 풍토병으로 순국하였다.
후에 그를 추모하는 사림들이 태인, 포천, 곡성 등 여러 지역에 그의 사당을 세웠다. 이곳 모덕사는 1900년부터 1906년까지 선생이 살았던 고택에 마련된 사당으로, 많은 장서를 보존하고 있는 장서각, 선생의 유물을 전시하는 전시관, 선생의 영정을 모신 영당 등이 함께 들어서 있다.

## 같이 보기
- 최익현
- 청양 모덕사 최익현 초상 (충청남도 유형문화재 제231호)

## 참고 자료
- 모덕사 - 국가유산청 국가유산포털